# Senador Cortes
Pour les articles homonymes, voir Senador.
Senador Cortes est une municipalité brésilienne de l'État du Minas Gerais et la microrégion de Juiz de Fora.